# Paranoid
Paranoid je druhé studiové a zároveň průlomové album anglické skupiny Black Sabbath. V britském žebříčku brzy dosáhlo první příčky. Tehdy překonalo Bridge Over Troubled Water od Simona & Garfunkla. Na prvním místě se udrželo jeden týden. Je považováno za jedno z prvních a průkopnických metalových alb. Deska se původně měla jmenovat podle titulní protiválečné skladby War Pigs, na poslední chvíli byl název změněn, avšak obal zůstal původní. Skladba „Paranoid“, podle které album dostalo nový název, byla nahrána na poslední chvíli, aby se prodloužila celková délka alba. Prý byla nahraná dodatečně v jednom starém kostele.
Říká-li se, že nelze vstoupit dvakrát do téže řeky, Black Sabbath to udělali a stvořili jedno z nejvlivnějších alb v dějinách rockové hudby. Hudebně navázali přesně tam, kde debutem skončili. Skladby na druhé desce jsou plné monolitických riffů, jedovatých textů a jedinečné kombinace řevu a nářku, odhalující temné stránky kapely. Iommiho kytarové vyhrávky jsou oproti předcházejícímu albu vytříbenější, ale stále jednoduše identifikovatelné. Mezi nesmrtelné se zařadily zejména písně „Paranoid“ a „Iron Man“. Rozšířila se však tematická škála skladeb: odpor vůči válce („War Pigs“), schizofrenie („Paranoid“), šílení roboti („Iron Man“) nebo vlastní upadání do drogové závislosti („Hand of Doom“). Z hlediska hudebního projevu se vymyká jen píseň „Planet Caravan“ se svou pomalou halucinogenní náladou. Black Sabbath se druhou deskou definitivně odklonili od svých bluesových kořenů (až na píseň „Fairies Wear Boots“) a vytvořili první skutečně metalově znějící nahrávku.
V žebříčku časopisu Rolling Stone se Paranoid umístilo na 131. místě 500 nejlepších alb všech dob. Album se také umístilo na 6. místě v žebříčku časopisu Guitar World 100 Nejlepších kytarových alb. Skladba „Iron Man“ se umístila na prvním místě v programu stanice VH1 40 nejlepších metalových skladeb; do seznamu byla zařazena i titulní skladba „Paranoid“.

## Seznam skladeb
Autory skladeb jsou Ozzy Osbourne, Tony Iommi, Geezer Butler a Bill Ward.
| Pořadí | Název                      | Délka |
| ------ | -------------------------- | ----- |
| 1.     | War Pigs                   | 7:57  |
| 2.     | Paranoid                   | 2:50  |
| 3.     | Planet Caravan             | 4:35  |
| 4.     | Iron Man                   | 5:57  |
| 5.     | Electric Funeral           | 4:52  |
| 6.     | Hand of Doom               | 7:09  |
| 7.     | Rat Salad (instrumentální) | 2:30  |
| 8.     | Fairies Wear Boots         | 6:16  |

## Sestava
- Ozzy Osbourne – zpěv
- Tony Iommi – kytara
- Geezer Butler – baskytara
- Bill Ward – bicí